# Haroun Kabadi
Haroun Kabadi (født 29. april 1949) er en politiker fra Tchad, der i perioden 12. juni 2002-24. juni 2003 var regeringschef i landet. 
I oktober 2021 blev Haroun Kabadi udnævnt til præsident for det nationale overgangsråd, det foreløbige parlament, der blev udpeget af den regerende junta siden Idriss Débys død i april 2021.

## Eksternt link
- Africa Database Arkiveret 12. marts 2007 hos  Wayback Machine